# Richard Eckermann
Pour les articles homonymes, voir Eckermann.
Heinrich Paul Christian Richard Eckermann, né le 15 juillet 1862 près de Ratzebourg et mort le 13 janvier 1916 à Kiel, est un officier de marine de la marine impériale allemande qui atteignit le grade de vizeadmiral pendant la Première Guerre mondiale.

## Biographie
Richard Eckermann est le quatrième enfant du conseiller de justice secret Rudolf Eckermann (1824-1904) et de son épouse Marie (1840-1873). Ses parents déménagent à Flensburg en 1864 et à Kiel en 1867. Il y fait ses études, jusqu'à l'Abitur (baccalauréat allemand) en 1881. Il perd sa mère à l'âge de neuf ans.
Il entre en tant que cadet dans la Kaiserliche Marine (marine impériale), le 12 avril 1881 et poursuit sa formation navale sur les navires SMS Niobe, SMS Mars, SMS Friedrich der Große (en) et à l'académie de marine de Kiel. Il fait un tour du monde de deux ans en tant que cadet de la marine sur le SMS Leipzig dont la destination finale est l'Extrême-Orient. Il est nommé à son retour sous-lieutenant de marine en novembre 1884 et entre aux cours d'officiers de l'académie de marine de Kiel.
Il s'ensuit une série de commandements de courte période sur les navires-écoles de la marine impériale, grâce auxquels Eckermann voyage dans les Caraïbes, en Méditerranée ou dans l'Atlantique nord. Il termine cette période par un voyage d'un an et demi vers l'Amérique du Nord, les Caraïbes et l'Amérique du Sud, à bord du SMS Ariadne, suivie d'un détachement à la commission d'essais d'artillerie à Berlin. Il est commandant du torpilleur V 6 à bord duquel il navigue sur l'Elbe, la Havel, la Sprée et arrive à Berlin et à Potsdam pour se mettre à la disposition de l'empereur. Son torpilleur est donc à la disposition de la famille impériale pour naviguer sur les lacs de la Havel. Le Kronprinz Frédéric lui confère personnellement l'ordre de la Couronne de quatrième classe.
Après cette période berlinoise, Eckermann commande de nouveau sur différents navires écoles, puis au département d'artillerie de marine de Wilhelmshaven. Il est ainsi premier officier sur le SMS Bremse (de) et surveille les zones de pêche de la mer du Nord. Ensuite, il est commandant de plusieurs torpilleurs successifs, navires de guerre ou navires écoles.
Eckermann est nommé capitaine-lieutenant en avril 1894 et navigue vers l'Amérique du Sud à bord du paquebot à vapeur München. Il doit y trouver le SMS Arcona afin de prendre le poste d'officier de navigation, puis à bord du SMS Marie. Il y demeure en tout un an et demi et séjourne en Extrême-Orient et en Amérique du Sud. Après son retour dans la mère-patrie, Eckermann est commandant de compagnie au IIIe département d'artillerie de marine situé à Lehe (Bremerhaven). Il épouse en 1897 Marie Luise Stadtlander, fille d'un vice-consul du royaume de Prusse et armateur. Elle lui donnera deux enfants.

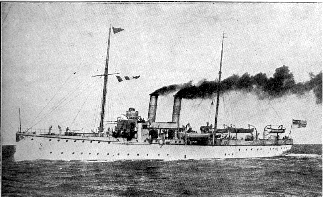
Photographie de la canonnière SMS Panther

Par la suite, Eckermann obtient un poste de commandement au Reichsmarineamt (secrétariat d'État à la marine) à Berlin. Il est premier officier sur le SMS Ägir (en), puis de mars 1902 à juin 1903, il commande en tant que korvettenkapitän la célèbre canonnière SMS Panther. Le premier voyage de ce navire s'effectue du Rhin à Düsseldorf pour l'exposition industrielle universelle. Il met ensuite le cap vers les Caraïbes et l'Amérique du Sud. C'est à Haïti que le navire coule le bateau-pirate aux mains d'une faction rebelle haïtienne, le Crête à Pierrot, qui s'était emparé de la cargaison d'un paquebot allemand, puis il prend part au blocus des ports vénézuéliens, avec le concours de navires britanniques, ainsi qu'au bombardement du fort San Carlos. Eckermann commande en 1906-1907 le SMS Brandenburg, en 1907-1908 le SMS Braunschweig et en 1907-1910 le SMS Schwaben. Il est nommé à l'automne 1910 directeur en chef des chantiers navals impériaux de Wilhelmshaven, poste qu'il occupe jusqu'en mars 1914. Il devient inspecteur des torpilleurs, à Kiel, jusqu'à la déclaration de guerre d'août 1914. Il est nommé chef de la VIe escadre jusqu'au 31 août 1914, puis du 12 septembre 1914 au 3 février 1915 il est chef d'état-major de la Hochseeflotte et, du 16 février 1915 au 19 juin 1915, chef de la Ire escadre. Il est élevé au grade de vizeadmiral, le 13 octobre 1914.
Le vizeadmiral Eckermann souffre d'une grave maladie et démissionne en juillet 1915. Il meurt le 13 janvier 1916 à Kiel, un jour après avoir reçu la croix de fer de première classe. Il était partisan de la guerre sous-marine et fidèle à l'esprit du grand-amiral von Tirpitz.